# Reinhold Sendker
Reinhold Sendker (nascido em 24 de outubro de 1952) é um político alemão. Nasceu em Warendorf, North Rhine-Westphalia, e representa a CDU. Reinhold Sendker é membro do Bundestag pelo estado da Renânia do Norte-Vestfália desde 2009.

## Vida
Ele tornou-se membro do Bundestag após as eleições federais alemãs de 2009. É membro do Comité de Transporte e Infraestrutura Digital.